# Формула Ціолковського
Формула Ціолковського визначає швидкість, яку розвиває літальний апарат під впливом тяги ракетного двигуна, незмінною за напрямком, при відсутності всіх інших сил. Ця швидкість називається характеристичною.
де:
{\displaystyle V} — кінцева (після використання всього палива) швидкість літального апарата;
{\displaystyle I} — питомий імпульс ракетного двигуна (відношення тяги двигуна до секундної витрати маси палива);
{\displaystyle M_{1}} — початкова маса літального апарата (корисне навантаження + конструкція апарата + паливо).
{\displaystyle M_{2}} — кінцева маса літального апарата (корисне навантаження + конструкція);
Ця формула була виведена К. Е. Ціолковським в рукописі «Ракета» 10 травня 1897 року (22 травня за григоріанським календарем).